# 広瀬寿子
広瀬 寿子（ひろせ ひさこ、1937年10月12日 - ）は、日本の児童文学作家。

## 来歴・人物
神奈川県鎌倉市に生まれ、5歳より京都府南丹市に育つ。京都府立園部高等学校卒。中学生の頃から俳句を、ついで短歌を学び、京都大学に職員として勤務するかたわら、1960年頃から『塔』同人となり、歌人の高安国世に師事。その後は1970年よりの3年間、夫の転勤によりアメリカで生活。1978年、滞米経験をもとにして書いた『小さなジュンのすてきな友だち』で第8回児童文芸新人賞を受賞しデビュー。現在は千葉県に在住。
2003年、『まぼろしの忍者』で第27回日本児童文芸家協会賞。同年『そして、カエルはとぶ！』で第33回赤い鳥文学賞。2007年、『ぼくらは「コウモリ穴」をぬけて』で第55回産経児童出版文化賞大賞を受賞。2009年には第48回児童文化功労賞を受賞。
日本児童文芸家協会理事、常務理事を経て監事。

## 著書
- 『小さなジュンのすてきな友だち』津田耕画 あかね書房 1978年
- 『風のむこうの小さな家』小林与志画 あかね書房 1980年
- 『ももの木アパート青い風』小谷あかね画 あかね書房 1981年
- 『ムウちゃんのおみやげ』小出保子絵 佑学社 1983年
- 『アメリカからの転校生』田中槙子絵 あかね書房 1984年
- 『ムウちゃんのこいのぼり大さくせん』笠原美子絵 佑学社 1986年
- 『サムライでござる』曽我舞絵 あかね書房 1989年
- 『風になった忍者』曽我舞絵 あかね書房 1991年
- 『ぼくタッくん』浜田桂子絵 あかね書房 1991年
- 『ショパン ピアノで語る愛の言葉』長谷川正治絵 音楽之友社 1992年 ジュニア音楽ブックス クラシックの大作曲家
- 『追え!秘密のおたから事件』久住卓也絵 あかね書房 1998年
- 『グッバイ、ぼくだけの幽霊』岡本美子絵 ポプラ社 1998年 ポプラ怪談倶楽部
- 『走れ!飛べ!小てんぐ三郎』久住卓也絵 あかね書房 2001年
- 『そして、カエルはとぶ!』渡辺洋二絵 国土社 2002年
- 『まぼろしの忍者』小峰書店 2002年
- 『ぼくはにんじゃのあやし丸』国土社 2005年
- 『ねこが一ぴきやってきた』国土社 2007年
- 『ぼくらは「コウモリ穴」をぬけて』あかね書房 2007年
- 『かくれ森の木』石倉欣二絵 小峰書店 2008年
- 『うさぎの庭』高橋和枝絵 あかね書房 201年0 スプラッシュ・ストーリーズ
- 『秘密のゴンズイクラブ』服部華奈子絵 国土社 2011年
- 『ゆらゆら橋からおんみょうじ』村上豊絵 佼成出版社 2011年
- 『サムライでござる』曽我舞絵 童話館出版 2012年
- 『かぐや姫のおとうと』丹地陽子絵 国土社 2015年